# 德尤普維克內塞特半島
德尤普維克內塞特半島是南極洲的半島，位於呂佐夫-霍爾姆灣西南岸，處於德尤普維卡灣和哈夫斯博特恩灣之間，該半島根據挪威探險隊拍攝的空中照片被繪入地圖。
69°47′S 38°6′E / 69.783°S 38.100°E